# Mongoloraphidia (Alatauoraphidia) pskemiana
Mongoloraphidia (Alatauoraphidia) pskemiana is een kameelhalsvliegensoort uit de familie van de Raphidiidae. De soort komt voor in Oezbekistan.
Mongoloraphidia (Alatauoraphidia) pskemiana werd voor het eerst wetenschappelijk beschreven door H. Aspöck et al. in 1999.